# M.A.X.
M.A.X. Mechanized Assault & Exploration é um jogo eletrônico de estratégia, produzido pela empresa Interplay Entertainment, lançado em 1996. O objetivo do jogo é colonizar vários planetas construindo eco-esferas para seus colonizadores viverem, defender o planeta dos inimigos e/ou destruí-los para ter o controle do planeta.

## Trama
Em um futuro distante, a Concord, uma aliança de alienígenas chamados de Star Lords, obriga a humanidade a lutar suas guerras pelo controle planetário em seu lugar. Quando acontece a disputa em um planeta por dois ou mais Star Lords, o conflito é determinado por forças mecanizadas e o colonizador vencedor pode viver naquele planeta. 
O jogador assume o papel de um comandante robótico, um cérebro humano em um corpo artificial desenvolvido para comandar as unidades de batalha mecanizadas e conseguir o controle do planeta e seus recursos. Existem oito clãs humanos que o jogador pode escolher para comandar, cada um possui vantagens específicas no jogo.

## Gráficos
Enquanto o modo SVGA já era comum em 1996, a qualidade gráfica de M.A.X. foi superior à maioria dos jogos 2D disponíveis na época. Foi praticamente o único jogo de estratégia a oferecer um zoom contínuo, permitindo ao jogador ter uma visão ampla do planeta e descer suavemente até ver apenas poucos tanques na tela com boa definição.

## Jogabilidade

### Modos de jogo
O jogo oferece uma grande campanha, são 24 missões e 4 planetas com 6 locais cada para batalhas personalizadas.
- Jogos Single-player:
  - Missões de Treinamento.
  - Missões solo
  - Jogo personalizado com até 3 adversários controlados por IA.
  - Cenário personalizado.
  - Jogo de campanha.

- Jogos Multi-player:
  - Hospedar um jogo em rede.
  - Entrar em um jogo em rede.
  - Jogo via Modem.
  - Jogo via Cabo Serial.
  - Hot seat, cadeira quente em uma tradução literal, modo de jogo em que até 4 jogadores revezam o mesmo computador.
  - Cenário Hot seat.

### Estilo de jogo
Jogar M.A.X. requer uma mentalidade um pouco diferente do que jogar outros jogos baseados em turnos ou em tempo real. Antes de cada jogo, cada jogador recebe um valor em ouro para comprar e personalizar unidades militares ou de produção. Quando o jogo inicia, cada unidade é colocada em um quadrado do grid(grade) no mapa, ao lado da primeira estação de mineração da base. O controle das unidades no jogo é todo baseado no sistema em grade. Esta disposição em grade, combinado com o fato de que cada unidade possui um movimento máximo ou espaço de ataque limitado em quadrados da grade e ambos os jogadores conhecem estas limitações, introduz um elemento de estratégia e planejamento que infelizmente não existe na maioria dos jogos do gênero de estratégia.
Os cenários e campanhas do M.A.X. são sempre de dificuldade média ou alta, a maioria das missões requer grande entendimento do campo de batalha e das funcionalidades de cada unidade, é similar a montar um quebra cabeças, mas além de arrumar as peças, elas devem ser colocadas seguindo certa ordem para que o quebra cabeças seja resolvido. Para completar as missões, normalmente é necessária a combinação de diferentes armas, como unidades aéreas e terrestres, além de saber utilizar os bônus que o clã possui em relação ao adversário.

### Mecânica do jogo
M.A.X. apresenta um nível de complexidade muito diferente dos outros jogos de seu gênero. O jogo pode ser jogado em dois modos: 
- Baseado em turnos, com ou sem tempo limite;
- Movimentos simultâneos, também com ou sem tempo de limite.

No modo baseado em turnos, cada jogador movimenta suas unidades separadamente, a única maneira de um jogador tomar alguma ação fora de seu turno é quando uma de suas unidades está em modo sentinela e uma unidade inimiga invade seu espaço de ataque, esta unidade sentinela atira automaticamente. Todas as construções fixas de ataque, como missle launcher ou anti-aircraft ficam automaticamente em modo sentinela ao serem construídas.
No modo de movimentos simultâneos, os jogadores efetuam suas jogadas ao mesmo tempo, podendo atacar enquanto são atacados e assim por diante, até o limite de suas unidades, isto adiciona mais uma variável à estratégia.
Três recursos são presentes no mapa:
- Matéria-prima;
- Combustível;
- Ouro.

As matérias-primas aparecem no mapa na cor branca, combustíveis na cor verde e ouro na cor amarela. Para encontrar tais recursos é necessário inspecionar o mapa com um surveyor (inspetor), a maior parte do grid não possui recursos, quando encontrados normalmente os 3 estão juntos em quantidades diferentes, para retirar tais recursos do solo é necessário construir estações de mineração ocupando 4 quadrados do grid cada, no M.A.X. as unidades móveis ocupam sempre 1 quadrado e as estruturas fixas ocupam 1 ou 4 quadrados.
Matéria-prima é utilizada por fábricas, engenheiros e construtores para construir qualquer tipo de unidade ou estrutura, também é utilizada para consertar, atualizar ou recarregar a munição das unidades.
O combustível é necessário para alimentar os geradores de força ou estações de força, que alimentam todas as fábricas e algumas estruturas como as estações de mineração. 
Ouro é utilizado para atualizar as unidades, além de ser recolhido pelas estações de mineração, deve ser refinado pela refinaria para então ser utilizado. Outra forma de atualizar as unidades/estruturas no jogo é construindo centros de pesquisa, estes centros atualizam todas as unidades de uma só vez e são os únicos locais capazes de diminuir o custo de construção das mesmas ou ultrapassar os 100% de atualização máxima possível com ouro.
Em jogos personalizados e alguns jogos de campanha, o jogador começa tipicamente com uma estação de mineração, um gerador de energia (que fornece energia apenas para a estação de mineração funcionar) e as unidades que foram selecionadas na tela de compra e atualização de unidades antes de começar o jogo (por padrão, as unidades iniciais são um construtor, um engenheiro e um inspetor). A estação de mineração é a estrutura principal do jogo, capaz de extrair no máximo 16 pontos de recursos por turno, cada estação de mineração pode retirar do solo vários recursos ao mesmo tempo, mas estes devem ser ajustados pelo jogador, pois, se uma estrutura está em cima de 16 pontos de matéria-prima, 5 de combustível e 1 de ouro, a estação de mineração não pode retirar todos ao mesmo tempo, pode-se selecionar por exemplo para retirar 13 pontos de matéria prima, 2 pontos de combustível e 1 de ouro.
Cada unidade do jogo possui habilidades e necessidades específicas, unidades de combate devem ter suas munições reabastecidas, unidades de construção ou de apoio devem ter seu estoque de matéria-prima reabastecido ou as mesmas não poderão construir/apoiar.
Quase todas as grandes estruturas (ocupando sempre 4 quadrados no grid) precisam de energia para funcionar, para fornecer tal energia existem os geradores ou estações de força, ambos podem ser construídos ao lado da estrutura ou serem conectados à mesma utilizando os conectores.
Estruturas fixas de ataque podem ser reparadas/recarregadas/atualizadas caso estejam conectadas de alguma forma à estruturas que possuam estoque de matéria-prima.
Unidades móveis podem ser reabastecidas de matéria prima se estão ao lado de estruturas ou unidades fixas que possuem estoque de matéria-prima ou que estão conectadas com outras estruturas que possuam estoque de matéria-prima. Unidades móveis de construção, ataque ou apoio podem ser reparadas ou recarregadas por unidades móveis de apoio e todas as unidades móveis podem ser recarregadas/reparadas/atualizadas quando estão dentro de um depósito, barraca, hangar ou cais.

## Clãs
Abaixo a lista dos clãs e sua principal característica.
- The Chosen (Os Escolhidos): Clã com as melhores unidades aéreas. Com a fábrica de unidades aéreas podendo ser construída mais rapidamente, é uma boa opção para mapas com ilhas.

- Crimson Path (Caminho Vermelho): Clã com as melhores unidades marítimas. Uma ótima opção quando o mapa possui muitas pequenas ilhas que podem entrar no alcance de um Missile Cruiser ou Gunboat.

- Von Griffin: Clã com a melhor espionagem e melhores unidades invisíveis. Um bom clã para jogadores furtivos e para jogar em mapas com uma única ilha.

- Ayer's Hand (Mão do Ayer): Clã com as unidades lançadoras de mísseis melhoradas, com mais alcance e ataque. Bom para ataques à distância.

- Musashi: Clã com as melhores armaduras. Com as unidades mais fortificadas, o clã possui uma boa proteção quando se está jogando em um mapa com apenas uma ilha e mais de um oponente.

- Sacred Eights (Oitos Sagrados): Clã com as unidades mais rápidas. Para uma estratégia rápida, com unidades baratas e em grande quantidade.

- Seven Knights (Sete Cavaleiros): Clã com a melhor defesa. Este clã é uma boa opção para jogar contra vários jogadores.

- Axis Inc. (Indústrias Axis): Construtores e Engenheiros extras (depende da quantidade inicial de ouro). Como as duas principais fábricas são construídas mais rápido, este clã é uma boa opção por proporcionar mais velocidade na estruturação da base.